# Sakai Saburō
Sakai Saburō (坂井 三郎 (Phản Tỉnh Tam Lang) 25 tháng 8 năm 1916 – 22 tháng 9 năm 2000) là một phi công Hải quân Đế quốc Nhật Bản trong Chiến tranh thế giới thứ hai. Sakai là phi công ách chủ bài ("Gekitsui-O", 撃墜王) của Hải quân Nhật Bản có thành tích cao thứ tư với 64 chiến thắng và là phi công có thành tích cao thứ hai của Nhật Bản còn sống sau chiến tranh (sau Tetsuzō Iwamoto).
Sakai đã trở thành một "huyền thoại" sống của Nhật Bản trong Chiến tranh thế giới thứ hai với những chiến công như bắn hạ được chiếc máy bay ném bom hạng nặng B-17 của anh hùng không quân Hoa Kỳ Colin P. Kelly, lái chiến đấu cơ Zero vượt qua 550 dặm từ Guadalcanal trở về Rabaul trong tình trạng thương tật trầm trọng (tê tiệt toàn thân bên trái và mù hẳn mắt phải) sau trận không chiến ở Guadalcanal. Sau khi trở lại chiến đấu vào giai đoạn cuối chiến tranh với chỉ còn một con mắt, Sakai còn bắn hạ được thêm 4 máy bay Hoa Kỳ trong đó có lần ông đã một mình thoát khỏi vòng vây của 15 chiến đấu cơ F6F Hellcat. Ông mất vào năm 2000 ở tuổi 84.

## Cuộc đời

### Thời niên thiếu
Sakai Saburō sinh ngày 25 tháng 8 năm 1916 tại Saga, Kyushu, Nhật Bản, trong một gia đình có truyền thống võ sĩ đạo. Tổ tiên của gia đình ông đã từng tham gia cuộc tấn công Triều Tiên của Nhật Bản năm 1592. Tuy nhiên, việc phế bỏ các giai cấp xã hội Nhật Bản vào thế kỷ XIX đã tác động đến toàn thể giới võ sĩ đạo, trong đó ông nội Sakai từ một võ sĩ đạo phải chuyển sang sống bằng nghề nông.
Sakai là con thứ ba trong số bảy người con (4 trai, 3 gái). Năm Sakai 11 tuổi, cha ông mất và mẹ ông phải một mình nuôi 7 đứa con. Tuy nhiên, bất ngờ người chú bà con xa của ông ở Tokyo, một viên chức có địa vị ở Bộ Giao thông, đề nghị lo hết mọi khoản phí học hành và nhận Sakai làm con nuôi. Tại Tokyo, ông học trung học tại trường Aoyama Gakuin, một ngôi trường do các nhà truyền giáo Hoa Kỳ sáng lập. Tuy nhiên chỉ sau hai năm học tại đây, với thành tích học tập yếu kém, Sakai bị chú họ bắt phải trở về nhà tại Saga.
Ngày 31 tháng 5 năm 1933, ở tuổi 16, Sakai gia nhập Hải quân Đế quốc Nhật Bản với cấp bậc Yontōsuihei (四等水兵, Thủy binh hạng IV) và đóng tại căn cứ hải quân Sasebo. Tại đây, ông và các tân binh thường xuyên bị các hạ sĩ quan đánh đập tàn nhẫn và trải qua huấn luyện vô cùng khắc nghiệt.
Rời trường hải quân, Sakai được thăng làm Santōsuihei (三等水兵, Thủy binh hạng III), được chỉ định làm thủy thủ tập sự trên thiết giáp hạm Kirishima và tiếp tục bị đối xử tồi tệ. Năm 1935, ông đậu kỳ thi tuyển vô Trường huấn luyện Xạ thủ Hải quân. Sáu tháng sau, Sakai lên cấp Nitōsuihei (二等水兵, Thủy binh hạng II), và được chỉ định nhiệm vụ trên thiết giáp hạm Haruna, phụ trách một trong những tháp pháo 300 ly. Sau nhiều tháng, ông được thăng lên bậc Ittōsuihei (一等水兵, Thủy binh hạng I) rồi trở thành Hạ sĩ quan với cấp bậc Santōheisō (三等兵曹, Binh tào hạng III, tương đương Hạ sĩ).
Đầu năm 1937, ông nộp đơn dự thi vào trường huấn luyện phi công Hải quân Tsuchiura, cách Đông Bắc Tokyo 50 dặm. Kết quả là ông nằm trong số 70 người được nhận vào học trên tổng số 1500 người dự thi. Tại đây, ông tiếp tục phải chịu sự huấn luyện khắc nghiệt và phải liên tục tập những bài tập về nhào lộn, đi bằng tay và rèn luyện thị độ. Trước khi giai đoạn huấn luyện 10 tháng hoàn tất, 45 trong số 70 khóa sinh bị loại khỏi trường và Sakai nằm trong số vỏn vẹn 25 người tốt nghiệp khóa này vào cuối năm 1937. Ông cũng được chọn làm khóa sinh ưu tú trong năm và nhận một chiếc đồng hồ bằng bạc, tặng phẩm của Thiên Hoàng Hirohito, cùng với cấp bậc Nitōheisō (二等兵曹, Binh tào hạng II, tương đương Trung sĩ).

### Chiến tranh Trung-Nhật
Sau khi tốt nghiệp, Sakai được chỉ định đến nhiều không đoàn để thực tập. Đầu tiên là căn cứ Không hải quân ở Oita và Omura, miền Bắc Kyushu, nơi đáp tạm của những phi vụ từ các phi trường ở đất liền cũng như từ các hàng không mẫu hạm. Tiếp theo sau 3 tháng thực tập liên tục trên đất liền và hàng không mẫu hạm, ông được lệnh chuyển đến căn cứ không quân Kaohsing trên đảo Đài Loan. Từ Đài Loan, Sakai được thuyên chuyển lên Kiukiang ở miền Đông Nam Trung Hoa, và vào tháng 5 năm 1938, ông được tham gia chiến đấu với nhiệm vụ yểm trợ không lực cho các cuộc hành quân của Lục quân Nhật.
Ngày 21 tháng 5 năm 1938, Sakai được đưa vào danh sách 15 phi công được chọn thực hiện một phi vụ tuần tiễu chính thức ở Hán Khẩu, căn cứ không quân chính của Trung Hoa Dân Quốc. Ngày hôm sau, trên chiếc Mitsubishi A5M, Sakai đã tham gia không chiến lần đầu tiên và ngay lập tức đã bắn hạ được một chiếc Polikarpov I-16.
Ngày 3 tháng 10 năm 1939, căn cứ Hán Khẩu (lúc này đã thuộc về quân Nhật) bất ngờ bị 12 oanh tạc cơ Tupolev SB tấn công và tiêu diệt đa số 200 oanh tạc cơ và chiến đấu cơ của quân Nhật đậu san sát dọc theo phi đạo cũng như làm chết nhiều phi công và nhân viên bảo trì. Sakai tìm được một chiếc chiến đấu cơ còn nguyên vẹn đã cất cánh một mình đuổi theo tốp 12 máy bay trên. Cuối cùng, Sakai đã bắn bị thương nặng một chiếc oanh tạc cơ nhưng buộc phải quay về vì không đủ nhiên liệu.
Sau cuộc không tập đó, Sakai trở về căn cứ Omura để tiếp tục thực tập. Ông được trở về quê nhà trong đợt nghỉ phép cuối năm 1939 với tư cách một người hùng bằng chiến tích hạ 1 chiến đấu cơ và một mình đuổi theo 12 oanh tạc cơ tại Trung Quốc. Ông sau đó được thuyên chuyển đến căn cứ không quân Kaohsiung ở Đài Loan và lần đầu tiên được nhìn thấy và có cơ hội lái kiểu máy bay mới Mitsubishi A6M2 Zero. Ngày 11 tháng 8 năm 1941, trong phi vụ đầu tiên sử dụng Zero ở chiến trường Trung Hoa, Sakai đã có được thêm hai chiến thắng.

### Giai đoạn đầu Chiến tranh Thái Bình Dương
Giữa tháng 9 năm 1941, Sakai quay trở về Đài Loan và sau đó cùng 150 phi công chiến đấu cơ và con số tương đương phi công oanh tạc cơ Nhật di chuyển từ căn cứ không quân Kaohsiung đến căn cứ Tainan để gia nhập vào Liên đoàn bay Tainan.
Ngày 8 tháng 12 năm 1941, đơn vị của Sakai được lệnh tấn công căn cứ không quân Clark tại Philippines khi Chiến tranh Thái Bình Dương chính thức bùng nổ. Ông lái một trong 45 chiếc Zero bay theo bảo vệ 53 oanh tạc cơ. Cuộc oanh tạc diễn ra thành công và Sakai cũng bắn rơi được một chiến đấu cơ P-40 Warhawk và tiêu diệt được 2 oanh tạc cơ B-17 đậu trên sân bay.
Ngày hôm sau, Sakai phải thực hiện nhiệm vụ yểm trợ cho các tàu vận tải chở quân đến Vigan trong tình trạng mưa bão. Đoàn tàu này bất ngờ bị một oanh tạc cơ B-17 đơn độc tấn công (chiếc B-17 này do Đại úy Colin P. Kelly, anh hùng không quân Hoa Kỳ, người được truy tặng Huân chương Chữ thập Dũng cảm sau đó). 10 chiếc Zero, trong đó có chiếc của Sakai đã lao vào tấn công chiếc B-17. Sau cùng, chính ông đã bắn rơi chiếc B-17 này gần sân bay Clark. Đây cũng là chiếc pháo đài bay B-17 đầu tiên bị bắn hạ trên chiến trường Thái Bình Dương.
Đầu năm 1942, Sakai được thuyên chuyển đến căn cứ không quân Jolo ở quần đảo Sulu, nằm giữa Mindanao và Borneo. Ngày 24 tháng 1, khi đang tuần thám ở Balikpapan, ông tiếp tục bắn hạ được 1 oanh tạc cơ B-17 nữa khi cùng 1 chiếc Zero khác lao vào tấn công 8 chiếc B-17 đang bay theo đội hình. Trong những trận không chiến ở Borneo, Sakai đã có thêm 13 chiến thắng.

### Chiến trường New Guinea
Sau đó, Sakai đã được đưa đến căn cứ Rabaul rồi tới căn cứ Lae, New Guinea. Trong bốn tháng tại đây, ông đã có thêm được nhiều chiến thắng trước các máy bay Úc và Hoa Kỳ căn cứ tại cảng Moresby. Cấp bậc của ông cũng được nâng lên thành Ittōheisō (一等兵曹, Binh tào hạng I, tương đương Thượng sĩ). Sakai cũng có dịp được bay cùng với các phi công tài ba khác của Hải quân Nhật như Nishizawa Hiroyoshi và Ōta Toshio. Đêm ngày 16 tháng 5, Sakai, Nishizawa và Ota khi nghe giờ nhạc của đài phát thanh Úc đã nhận ra giai điệu "Danse Macabre" ("Điệu vũ tử thần) của Camille Saint-Saëns. Nishizawa từ đó bỗng nảy sinh ý tưởng sẽ tiến hành một "vũ điệu tử thần", bay nhào lộn phía trên các sân bay của đối phương. Thời điểm này, cả ba phi công trên đã bắn rơi gần 70 máy bay Đồng Minh: Sakai 27 chiếc, Nishizawa 20 chiếc và Ota 18 chiếc.
Ngày hôm sau, sau khi kết thúc cuộc tấn công vào cảng Moresby với sự tham gia của 18 chiếc Zero, bộ ba phi công đã thực hiện ba cú nhào lộn phía trên sân bay mà không hề bị tấn công bởi hỏa lực phòng không. Việc này sau đó đã bị phi đoàn trưởng Sasai Junichi phát hiện sau khi một máy bay Đồng minh thả thư thông báo về cuộc "trình diễn" đó xuống sân bay Lae. Cả ba phi công đã bị Sasai mắng chửi là ngu ngốc và được lệnh không bao giờ thực hiện màn trình diễn nào thêm nữa trên các phi trường địch. Trong tháng 7, đơn vị của Sakai nhận thêm nhiệm vụ yểm trợ cho quân Nhật đổ bộ tại Buna đồng thời phải ra sức bảo vệ sân bay Lae khỏi những cuộc không kích liên tiếp của máy bay Đồng Minh từ Moresby.

### Không chiến tại Guadalcanal

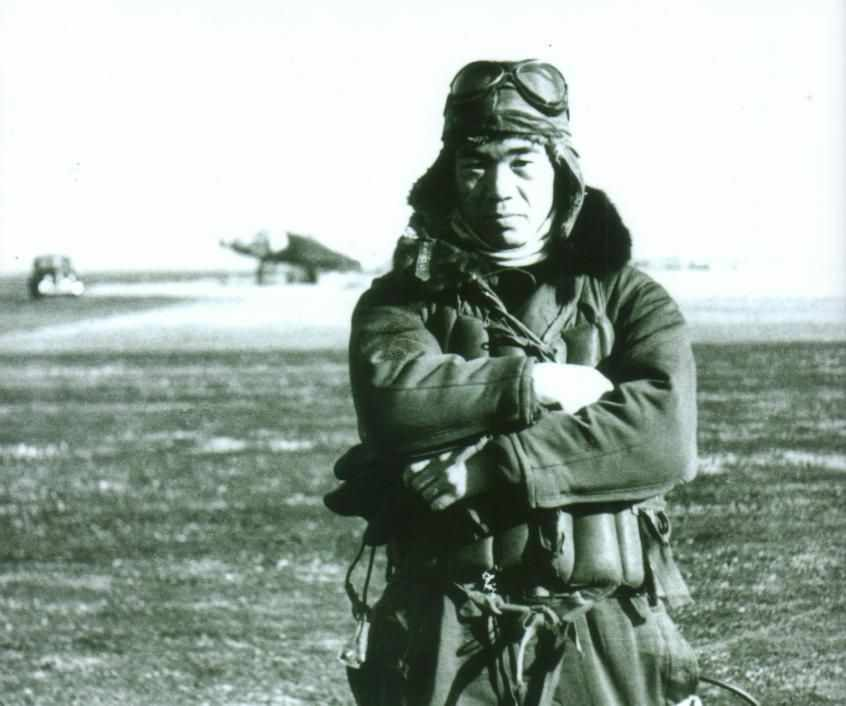
Sakai trong quân phục bay

Ngày 3 tháng 8 năm 1942, đơn vị của Sakai được đưa trở về căn cứ Rabaul. Ngày 7 tháng 8, thủy quân lục chiến Mỹ bắt đầu đổ bộ lên Guadalcanal, mở màn trận chiến kéo dài 6 tháng tại đây. Ngay lập tức, Sakai được lệnh cùng 17 phi công khác lái chiến đấu cơ và 27 oanh tạc cơ Mitsubishi G4M đến tiêu diệt quân Mỹ đổ bộ. Quãng đường từ Rabaul đến Guadalcanal dài đến 560 dặm và các máy bay sẽ phải đáp xuống đảo Buka trên đường về trong trường hợp hết xăng.
Trong phi vụ này, Sakai đã lần đầu tiên đối đầu với các chiến đấu cơ F4F Wildcat của Hải quân Hoa Kỳ và đã có một chiến thắng đặc biệt trước phi công James "Pug" Southerland, người mà cuối chiến tranh trở thành phi công ách chủ bài với 5 chiến thắng. Một trận không chiến ác liệt đã diễn ra giữa Sakai và Southerland với phần thắng cuối cùng thuộc về Sakai. Tuy nhiên, khi bay đến gần chiếc Wildcat, ông nhận ra Southerland bị thương nặng, nằm bất động và chiếc Wildcat cũng không còn khả năng chiến đấu. Sakai đã không có ý giết chết người phi công này mà dùng đại bác 20mm bắn rơi chiếc Wildcat trong khi Southerland nhảy dù xuống đất an toàn. Tuy nhiên, theo tư liệu từ phía Hoa Kỳ, chiếc Wildcat của Southerland đã hết đạn trước đó sau khi bắn hạ 2 oanh tạc cơ G4M của Nhật Bản và Sakai đã tấn công Southerland mà không hề biết điều này, do đó trận không chiến giữa hai bên là không cân sức.
Qua trận không chiến này, Sakai cũng mô tả khả năng chịu đựng tổn hại của Wildcat như sau:
"Tôi tự tin khả năng của mình có thể tiêu diệt chiếc Grumman và quyết định kết liễu máy bay đối phương chỉ với súng máy 7,7 mm. Tôi xoay khóa khẩu pháo 20mm về vị trí an toàn, rồi áp sát vào. Vì một lý do lạ lùng nào đó, cho dù tôi đã bắn năm hay sáu trăm viên đạn thẳng vào chiếc Grumman, nó không rơi mà tiếp tục bay. Tôi thấy đây thật lạ lùng - chưa xảy ra bao giờ - và áp sát hơn nữa cho đến lúc gần như đưa tay ra chạm được vào chiếc Grumman. Tôi thật ngạc nhiên, đuôi và cánh lái của nó bị xé tan từng mảnh trông như miếng giẻ rách cũ. Với máy bay của hắn như thế, chả trách viên phi công không thể nào tiếp tục chiến đấu! Một chiếc Zero chịu đựng từng ấy viên đạn ắt bây giờ đã là một quả cầu lửa rồi."
Không lâu sau khi Sakai hạ được Southerland, ông bị tấn công bởi một oanh tạc cơ bổ nhào SBD Dauntless đơn độc do trung úy Dudley Adams cầm lái thuộc hàng không mẫu hạm USS Wasp. Adams đã bắn trúng kính chắn gió bên trái của chiếc Zero, cách Sakai chỉ vài phân. Khi Sakai phát hiện ra chiếc SBD, ông nhanh chóng khai hỏa và bắn chết xạ thủ Harry Elliot ngồi phía sau, riêng Adams thì nhảy dù khỏi máy bay và được một khu trục hạm cứu. Đây là chiến thắng thứ 60 của Sakai.

### Bị thương nặng
Sau khi bắn hạ Southerland và Adams, Sakai đã bị thương nặng trong nỗ lực tấn công một nhóm 8 oanh tạc cơ SBD gần Tulagi, thuộc phi đội oanh tạc cơ số 5 và 6 (VB-5 and VB-6). Tưởng lầm những chiếc SBD này là các chiến đấu cơ Wildcat, Sakai đã tiếp cận từ phía sau và bên dưới, nhắm vào chiếc SBD của chuẩn úy Robert C. Shaw. Hai chiếc SBD bị hư hỏng nặng, tuy nhiên những khẩu súng máy 7.62 mm ở đuôi các oanh tạc cơ này đã bắn trả lại và kết quả là kính buồng lái chiếc Zero của Sakai bị phá nát.
Trong hồi ký của mình, Sakai lại miêu tả việc ông bị thương hoàn toàn khác. Ông đã phát hiện thấy 8 phi cơ tất cả, bay làm hai nhóm và tưởng rằng đó là chiến đấu cơ Wildcat. Tuy nhiên khi ông và 3 chiếc Zero khác bay đến gần để tấn công, ông mới nhận ra đó là oanh tạc cơ phóng ngư lôi TBF Avenger với kích thước đồ sộ và hai tháp súng trên lưng, dưới bụng đều trạng bị đại liên 12,7 mm. Sakai bị chụp ở cả hai bên phải và trái với 16 khẩu đại liên một lúc do đó ông buộc phải lao thẳng đến và khai hỏa tất cả vũ khí của chiếc Zero. Sakai trông thấy hai oanh tạc cơ bốc cháy và các phi công Nhật đi cùng khẳng định đã trông thấy hai chiếc oanh tạc cơ rơi xuống, đó là chiến thắng thứ 61 và 62 của ông. Tuy nhiên, theo phía Hoa Kỳ, ngày hôm ấy không có oanh tạc cơ TBF Avenger nào bị báo cáo bắn rơi.
Sakai đã phải chịu thương tích khủng khiếp bởi hỏa lực của oanh tạc cơ Mỹ: mắt phải của ông bị mù hẳn và toàn thân bên trái bị tê liệt, hậu quả của đạn súng máy găm vào đầu. Đã có lúc ông nghĩ đến việc tìm một chiến hạm địch và thực hiện cuộc tấn công tự sát. Tuy nhiên cuối cùng Sakai đã quyết định phải trở về Rabaul.
Sau 4 giờ 47 phút bay, vượt qua 560 dặm, Sakai đã trở về căn cứ Rabaul và gặp rất nhiều khó khăn trong việc hạ cánh. Việc ông trở về đã khiến cho các phi công Nhật tại Rabaul sửng sốt. Sakai đã bị báo cáo mất tích sau trận không chiến cùng với 2 máy bay Nhật khác bị bắn rơi. Mặc dù bị thương tích trầm trọng, Sakai đã từ chối được chăm sóc y tế trước khi chưa thực hiện báo cáo với bộ chỉ huy. Sau đó, Nishizawa, Sasai và Ota đã đưa ông đến chỗ bác sĩ phẫu thuật. Bác sĩ phẫu thuật đã gắp viên đạn từ trong hộp sọ của Sakai ra nhưng không thể phục hồi lại thị lực cho ông và phải đưa Sakai đến bệnh viện ở Yokosuka điều trị.
Tại Yokosuka, Sakai được bác sĩ nhãn khoa tài ba nhất Nhật Bản Sakano tiến hành phẫu thuật. Tháng 11 năm 1941, Sakai được thăng hàm chuẩn úy khi đang dưỡng thương tại bệnh viện Sasebo. Trong thời gian này, tại Guadalcanal, lần lượt Sasai, Ota và hai phi công bên cánh của Sakai là Yonekawa và Hatori tử trận sau những trận không chiến, chỉ còn lại mỗi Nishizawa.

### Hồi phục và trở lại chiến đấu
Sau khi rời khỏi bệnh viện Sasebo vào cuối tháng 1 năm 1943, Sakai quay trở lại trình diện đơn vị gốc, Phi đoàn Tainan thuộc Không Hạm đội 11, hiện trú đóng ở Toyohashi trên đảo Honshu. Tổng số 150 phi công đầu tiên khi phi đoàn này được thành lập vào năm 1941 giờ chỉ còn 20 người sống sót. Những người sống sót này thành lập một không đoàn mới, quân số phần nhiều là phi công mới ra khỏi các quân trường ở Tsuchiura và một số căn cứ không quân khác. Vào cuối tháng 3, đơn vị này được lệnh chuyển đến Rabaul. Tuy nhiên, do sự can thiệp của bác sĩ đối với phi đoàn trưởng, Sakai đã không được tham gia chiến đấu và đi nhận nhiệm vụ mới là huấn luyện viên tại căn cứ hải quân Omura gần Sasebo. Tháng 11 năm 1943, ông được phong cấp bậc Kaigun Jun-i (海軍准尉, Chuẩn úy Hải quân).
Tháng 4 năm 1944, ông được chuyển đến Không đoàn Yokosuka với căn cứ tại Iwo Jima. Ngày 24 tháng 6 năm 1944, trong phi vụ đánh chặn các máy bay Hoa Kỳ tấn công Iwo Jima, Sakai đã đến gần 15 chiến đấu cơ F6F Hellcat của Hải quân Hoa Kỳ khi tưởng lầm đó là các chiến đấu cơ Nhật. Tuy nhiên, bằng kinh nghiệm và kỹ năng điêu luyện, ông đã thoát khỏi vòng vây của 15 chiến đấu cơ sau 20 phút và quay về sân bay mà không bị dính một vết đạn nào.
Sakai được lệnh thực hiện một phi vụ tấn công tự sát vào ngày 5 tháng 7 khi dẫn đầu một lực lượng chỉ gồm 17 phi cơ tìm và tiêu diệt hàng không mẫu hạm Mỹ. Các phi cơ Nhật trên đường đi đã bị các chiến đấu cơ Hellcat chặn đánh và chỉ có 1 oanh tạc cơ phóng ngư lôi Nakajima B6N2 sống sót. Sakai đã bắn rơi được 1 chiếc Hellcat và lệnh cho các phi cơ trở lại Iwo Jima, chống lại lệnh của chỉ huy. Tuy nhiên, khi trở về, ông và các phi công đã không bị khiển trách.
Tháng 8 năm 1944, Sakai được thăng bậc Kaigun Shōi (海軍少尉, Thiếu úy Hải quân), trở thành người đầu tiên bước lên cấp bậc sĩ quan chính thức trong vòng 11 năm mà vẫn còn sống. Ông được tái bổ nhiệm phục vụ ở Không đoàn Yokosuka. Vào tháng 11 năm 1944, ông có dịp bay thử nghiệm kiểu chiến đấu cơ mới Kawanishi N1K "Shiden", được ông đánh giá là khó điều khiển và chỉ phù hợp cho những phi công nhiều kinh nghiệm. Sau đó, Sakai còn tham gia thử nghiệm kiểu chiến đấu cơ đánh chặn oanh tạc cơ B-29 của Hải quân là Mitsubishi J2M "Raiden".
Tháng 1 năm 1945, Sakai được biên chế vào Không đoàn Matsuyama, không đoàn cuối cùng của Nhật Bản trong cuộc chiến. Chỉ huy trưởng không đoàn là đại tá Genda Minoru. Vào ngày 11 tháng 2, Sakai cũng đã cưới cô em họ Hatsuyo, người đã tuyên bố sẽ tự sát nếu Sakai mất trong khi chiến đấu. Tháng 4 năm 1945, Không đoàn Matsuyama được chuyển đến Kanoya, miền Nam Kyushu, để chống lại phi cơ Hoa Kỳ không yểm cho cuộc đổ bộ Okinawa. Tuy nhiên, Sakai đã không được đại tá Genda cho phép chiến đấu vì ông là phi công ách chủ bài duy nhất còn sống sót của không đoàn.
Tháng 6 năm 1945, với cấp bậc Kaigun Chūi (海軍中尉, Trung úy Hải quân), Sakai được lệnh đến căn cứ Nagoya để bay thử loại chiến đấu cơ mới Mitsubishi A7M "Reppu" (烈風). Theo hồi ký của Sakai, ngày 13 tháng 8 năm 1945, trước khi Nhật Bản đầu hàng, ông và một số phi công khác đã tham gia bắn rơi một oanh tạc cơ B-29 đang bay về phía khu vực Yokosuka – Tokyo. Đó cũng là phi vụ cuối cùng trong sự nghiệp của Sakai. Tuy nhiên tài liệu khác lại nói vào ngày 17 tháng 8, sau khi Nhật Bản đã đầu hàng, Sakai và phi công ách chủ bài khác Sadamu Komachi đã dẫn dầu một nhóm chiến đấu cơ hải quân chặn đánh 3 máy bay trinh sát B-32 Dominator nhưng đã không có chiếc nào bị bắn rơi.

### Cuộc sống sau chiến tranh
Sau chiến tranh, Sakai giải ngũ. Cuộc sống sau chiến tranh của ông trở nên khó khăn do những thành tích của ông trong Chiến tranh thế giới thứ hai gây quan ngại cho người Mỹ. Vợ Sakai mất vào năm 1947.
Năm 2000, Sakai mất ở tuổi 84 sau một cơn đau tim tại căn cứ hải quân Atsugi.